# 飾妝吉氏指鰧
飾妝吉氏指鰧（學名：Gillellus ornatus），為輻鰭魚綱䲁形目指鰧科吉氏指鰧屬的一個種，分布於中東太平洋加利福尼亞灣海域，深度3至55公尺，本魚體扁，向尾部逐漸變細，下頜尖端不肉質且不突出，眼不在柄上，下唇有4個皮瓣，上唇無，管狀鼻孔，背鰭起源於頸背，背鰭硬棘12-14枚、背鰭軟條18-20枚、臀鰭硬棘2枚、臀鰭軟條35枚，尾鰭有一些分支鰭條，側線連續，在18-22個背鰭下方向下彎曲，鱗片光滑，頭部、胸鰭基部和腹部無直鱗，側線鱗片總數52枚，眼部有一條暗橫帶，背部頂部有9條暗橫帶，一直延伸至側腹中線，其末端由一條水平的暗色斑點連接，橫帶之間可能有暗點，鰭顏色淺，體長可達5公分，棲息在有沙底質海床，生活習性不明。